# Loxaspilates punctigera
Loxaspilates punctigera är en fjärilsart som beskrevs av Louis Beethoven Prout 1920. Loxaspilates punctigera ingår i släktet Loxaspilates och familjen mätare. Inga underarter finns listade i Catalogue of Life.